# Жегоцин (Свентокшиське воєводство)
Жеґоцин (пол. Rzegocin) — село в Польщі, у гміні Новий Корчин Буського повіту Свентокшиського воєводства.
Населення — 105 осіб (2011).
У 1975-1998 роках село належало до Келецького воєводства.

## Демографія
Демографічна структура на день 31 березня 2011 року:
|          | Загалом | Допрацездатний вік | Працездатний вік | Постпрацездатний вік |
| -------- | ------- | ------------------ | ---------------- | -------------------- |
| Чоловіки | 50      | 10                 | 32               | 8                    |
| Жінки    | 55      | 9                  | 26               | 20                   |
| Разом    | 105     | 19                 | 58               | 28                   |